# Historia Żydów w Łukowie

Herb Łukowa

Żydzi osiedlili się na terenie Łukowa już w XIV wieku. Szybki wzrost ich liczebności doprowadził do tego, że na przełomie XIX i XX wieku stanowili ok. 2/3 liczby ludności (ok. 8000). Okres ten zakończyła jednak II wojna światowa. Wynikiem prześladowań, wywozów do Treblinki i egzekucji było zmniejszenie społeczeństwa łukowskich Żydów do zaledwie ok. 150 osób. 

## Osadnictwo

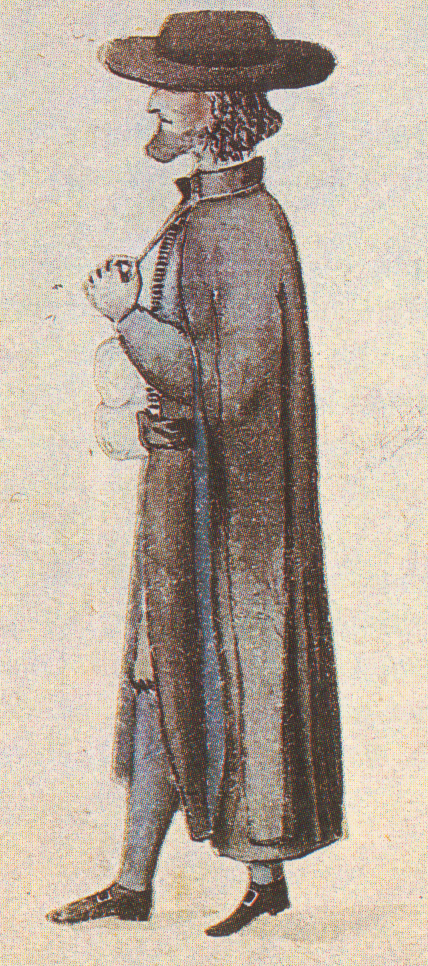

Dokładny czas osiedlenia się na terenach łukowskiego grodu starozakonnych nie jest znany, jednak przypuszcza się, że przybyli tu w drugiej połowie XIV w. po rozszerzeniu przez Kazimierza Wielkiego przywileju kaliskiego (nadanego Żydom wielkopolskim 16 sierpnia 1264 r. przez Bolesława Pobożnego) na obszar całego Królestwa Polskiego. Akt lokacji miasta na prawie magdeburskim z 14 czerwca 1403 r. nie wspomina bezpośrednio o Żydach.
Żydzi łukowscy prawdopodobnie już w XV wieku otrzymali przywilej zezwalający im m.in. na nabywanie ziemi i posiadanie cmentarza. Jego istnienie jest pewne z uwagi na potwierdzenie go 10 maja 1659 r. przez króla Jana Kazimierza.
Nieznana jest niestety liczebność łukowskiej społeczności żydowskiej na przestrzeni XV–XVII w. Podczas szwedzkiego najazdu na Łuków w roku 1657, zamordowano około tysiąca Żydów. Wspomnieć należy, że i przed tym wydarzeniem łukowska społeczność żydowska poniosła duże straty podczas powstania Bohdana Chmielnickiego w 1648 r. W roku 1676 mieszkały w Łukowie 304 osoby, w tym 74 Żydów (dwa lata wcześniej – 127). Było to najliczniejsze skupisko Żydów w okolicy, drugie znajdowało się w Kocku i liczyło tylko 28 judaistów na 290 mieszkańców.
Położenie pierwszych kirkutów na terenie Łukowa nie jest znane, pierwszym którego położenie jest znane został założony w połowie XVIII w. nad Krzną na terenie dzisiejszego szpitala, oraz parku (patrz Stary cmentarz żydowski w Łukowie).
Społeczność żydowska Łukowa i w 1748 liczyła 484 osoby, w 1765 r. – już 543 w mieście oraz 1020 w całej gminie. W następnych 13 latach ilość starozakonnych zmalała, do 383 w mieście i 974 w gminie, by w 3 lata później znów podnieść się do ok. 2000 osób (obszar całej gminy). Podczas spisu ludności w 1787 r. zanotowano, iż na terenie Łukowa żyło 871 katolików oraz 772 judaistów. Podczas gdy na terenie całej parafii łukowskiej proporcje były już zupełnie inne (7332 katolików i 1256 osób wyznania mojżeszowego), ludność żydowska mieszkała w większości w miastach (Radzyń – 285 Żydów, Siedlce – 214), na wsiach zamieszkiwało zaś zazwyczaj po kilka lub kilkanaście rodzin. W większości wsi liczba Izraelitów wahała się od 6 do 10 (ponad 30%) i 11-20 (ok. 22%). Jedynie w 1/9 wsi spotykało się ponad 20 Żydów. Jedynie w 10% wsi powiatu łukowskiego nie spotykało się ani jednego starozakonnego, natomiast w całym województwie lubelskim było och ponad 17%. Oprócz Łukowa innymi dużymi skupiskami Żydów były:
Łazy i Turze Rogi (po 39 osób),
Świdry (26),
Sięciaszka (24),
Szczygły (20),
Domaszewnica (19),
Ulan (18).
W 1790 liczba osób wyznania mojżeszowego zmalała w Łukowie przeszło o połowę (343). Reszta gminy zachowała jednak dawną liczbę mieszkańców.
Na przełomie XVIII i XIX w. społeczność żydowska Łukowa znowu zaczęła intensywnie się rozwijać i niebawem liczba starozakonnych zrównała się z liczbą Polaków. W 1820 r. na 2454 mieszkańców miasta 1254 wyznawało religię mojżeszową, jednak już w 1827 r. stosunek ten wynosił 3206 do 2023. W 1840 r. liczba Żydów zmalała do 1877, ale w 1857 było ich już 2114. W roku 1861 miasto liczyło 3311 mieszkańców, w tym 2255 Żydów. Do 1897 r. liczba chrześcijan niemal podwoiła się, jednak 4799 Żydów nadal stanowiło większość (prawie 55% ogółu, czyli 8781 mieszkańców). W 1907 r. na 11 206 mieszkańców 7094 stanowili Żydzi, 1909 (6689 na 10484), 1910 (7792 na 12489), 1911 r. (8058 na 12583).
W 1913 roku liczba Żydów sięgnęła 71,4%. Jednak okres tej dominacji zakończył się w 1920 r., starozakonnych było wtedy 7418, a Polaków 8323.
Tak szybki wzrost liczby Żydów w Łukowie był uwarunkowany ruchami migracyjnymi wynikającymi ze zniesienia obowiązku uzyskiwania przez Żydów zamieszkałych w Rosji zgody na osiedlenie się w Królestwie Polskim w 1868 r. Dzięki temu nastąpił napływ do Polski Żydów z Litwy i Białorusi. Często byli oni zrusyfikowani, ich ubiór i obyczaje odróżniały ich od reszty społeczeństwa starozakonnych, z tego też powodu miejscowi Żydzi nazywali ich Litwakami. Tempo migracji nasiliło się znacznie po udanym zamachu na cara Aleksandra II w 1881 r., po którym to doszło w Rosji do licznych pogromów żydowskich. Szacuje się, że do Polski przeniosło się wtedy ok. 100 000 judaistów. W roku 1921 liczba mieszkańców Łukowa zmniejszyła się do 12 571 osób. Spadek ten spowodowały liczne po I wojnie wyjazdy w celu poszukiwania pracy. Część łukowskich Żydów uciekła wraz z wojskami bolszewickimi w 1920 r., inni natomiast wyemigrowali ze względu na wrogie nastawienie społeczeństwa, w mieście pozostało 6145 osób pochodzenia żydowskiego. W 1928 roku społeczność łukowskich starozakonnych liczyła 6500 osób, w przeddzień II wojny światowej ok. 6000.
We wrześniu 1939 r. kilkudziesięciu Żydów zostało rozstrzelanych przez nazistów, ok. 500 innych uciekło wraz z wycofującą się armią sowiecką.
W grudniu do Łukowa przesiedlono ok. 2500 starozakonnych, w 1940 kolejny 1000, w 1942 następne 2000, w sumie Łuków zamieszkiwało wtedy ok. 12 000 Żydów, w tym samym roku 10 000 z nich wywieziono do obozu zagłady w Treblince, resztę rozstrzelano na miejscu. W tym samym czasie do getta sprowadzono 4500 Żydów z okolicznych wsi. Część została rozstrzelana na miejscu, część wywieziona do Treblinki. Ostatnią egzekucję przeprowadzono w maju 1943, podczas ostatecznej likwidacji getta.
Holocaust przeżyło ok. 150 Żydów, większość wyjechała na tereny ziem odzyskanych, głównie Śląsk. W 1950 r. było ich już tylko 6, po antysemickiej nagonce z 1968 r. pozostały tylko trzy osoby pochodzenia żydowskiego. Na początku lat dziewięćdziesiątych żyła już tylko jedna Żydówka – Lidia (Leiba) Fiksman.

## Kahał

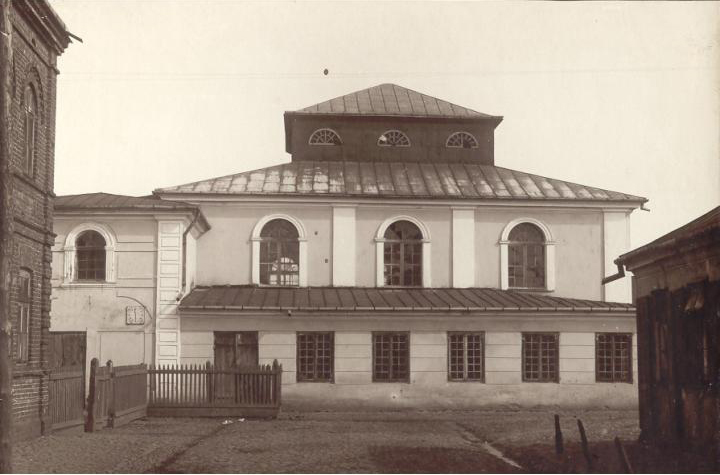
Łukowska synagoga (przed 1931 r.) u zbiegu ulic: Bóżnicznej (obecnie ul. Zdanowskiego) i Staropijarskiej, zburzona w lipcu 1944 r. przez niemieckich okupantów

Łukowscy Żydzi przywilej gminny otrzymali już w XV w., jednak treść dokumentu nie jest znana. Najstarszym znanym przywilejem jest wydany 10 maja 1659 r. przez króla Jana Kazimierza Wazę, w którym potwierdza wcześniejsze prawa przyznane społeczności żydowskiej, np.: wolność handlu, prawo posiadania w mieście domów, „warzenia i sprzedaży piwa, palenia gorzałki, w czym nie miał im przeszkadzać ani urząd grodzki, ani magistrat miejski”.
Przywilej był wielokrotnie odnawiany:
- przez króla Michała Korybuta Wiśniowieckiego w dn. 17 maja 1671 r.,
- Jana III Sobieskiego w dn. 4 lipca 1680 r.,
- Augusta II Mocnego w dn. 10 sierpnia 1699 r. (dozwalał „na wystawienie browaru, jednak bez szkody dla prowentów starościńskich i obywateli miasta”),
- Augusta III Sasa w dn. 26 września 1750 r. i 20 maja 1751 r. (zachowywał prawo wolnej propinacji piwa),
- Stanisława Augusta Poniatowskiego w dn. 27 lutego 1792 r. (potwierdzał wszystkie poprzednie przywileje).

Kahał łukowski był największą gminą w całym województwie lubelskim. W 1778 r. obejmował aż 163 miejscowości. Druga pod tym względem gmina lubelska – jedynie 50. Kolejne miejsca zajmowały: Kock (44), Radzyń (38).
Średnia wielkość gmin w województwie to ok. 27 miejscowości, jednak zdarzały się również składające się tylko z jednej osady (Kalinowszczyzna, Piaski, Wieniawa).
W 1765 r. Żydzi łukowscy posiadali aż 76 domów. Pozostałe rodziny (61) mieszkały w budynkach czynszowych. Natomiast w 1789 roku starozakonni dysponowali już 119 domami, gdy w całym mieście było ich jedynie 202.

## Antysemityzm
W Łukowie zdarzały się akty wrogości, czy przemocy, gdy na przykład oskarżono starozakonnych o rzekomą kradzież Najświętszego Sakramentu i zażądano oddania dwóch domów przy rynku. Według Franciszka Tannera w 1677 r. miało dojść do pogromu, jednak tak naprawdę w mieście wybuchł pożar, a mieszkańcy bili Żydów kijami za nieumyślne zaprószenie ognia.

### 1920
Podczas wojny polsko-bolszewickiej, 12 sierpnia 1920 r. miasto zostało zajęte przez bolszewików, którzy od razu zabrali się za ustanawianie komunistycznej władzy. Powołali do życia Rewkom, czyli Komitet Rewolucyjny. Nie zdążył on jednak rozwinąć działalności, bowiem po kilku dniach bolszewików wyparło z Łukowa wojsko polskie. Podczas przebywania w Łukowie Rosjan wielu Żydów uwierzyło w hasła komunistów, otworzono przed nimi sklepy, które zostały doszczętnie opróżnione. Wielu starozakonnych poruszyły słowa bolszewickiego komisarza: „Nasze słowa są ważniejsze niż modlitwa. Religia to przeszłość, a my jesteśmy przyszłością!”. W momencie powrotu wojsk polskich wielu Żydów, którym spodobała się nowa władza i nie chcieli wracać do dawnego porządku, uciekło z Armią Czerwoną. Duża ich część podjęła taką decyzję chociażby ze strachu przed reakcją Polaków na sposób przyjęcia przez nich bolszewików. Ich strach był uzasadniony, w dniach 17–18 sierpnia w mieście doszło do pogromu dokonanego przez ludność cywilną i wojsko. W jego wyniku splądrowano liczne domy i sklepy, wiele osób zostało pobitych. Kilka osób zmarło. Pod miastem, w Krynkach, wojskowi rozstrzelali 10 Żydów z Żelechowa i Łukowa wracających do domów.

## Holokaust

### Przesiedlenia
Po wybuchu wojny mieszkający w Łukowie Żydzi znaleźli się w bardzo trudnym położeniu, na przełomie listopada I grudnia 1939 r. przesiedlono do Łukowa starozakonnych z Nasielska, Serocka i Suwałk, razem było to 3550 osób. W mieście pozostało jednak tylko 2500 Żydów, gdyż resztę przewieziono do Kocka. Gmina starała się, jak mogła zapewnić nowo przybyłym godne warunki, były organizowane zbiórki żywności, ubrań i pieniędzy, jednak pomimo starań sytuacja stawała się coraz bardziej beznadziejna.
Pieniądze zaczęły kończyć się szybko, ponieważ Niemcy coraz bardziej odcinali gminę od jakiejkolwiek pomocy z zewnątrz. Naziści zlikwidowali gminę wyznaniową i zamienili w całkowicie od nich zależną Radę Żydowską (Judenrat). W 1940 r. aresztowano dotychczasowego prezesa Mosze Wajntrauba, z uwagi na funkcjonowanie żydowskiego ruchu oporu. W grudniu 1940 r. wśród Żydów panowała epidemia tyfusu plamistego, oraz coraz częstsze zachorowania na gruźlicę. Sytuacja znów się pogorszyła, gdy naziści sprowadzili do Łukowa 957 Żydów z Mławy. W 1941 została otworzona stołówka dla 2000 osób. 8 i 9 maja 1942 r. do Łukowa przybył transport ze Słowacji. Zatłoczone, ledwo będące w stanie się wyżywić miasto musiało przyjąć ponad 2000 nowych przesiedleńców.

### Getto

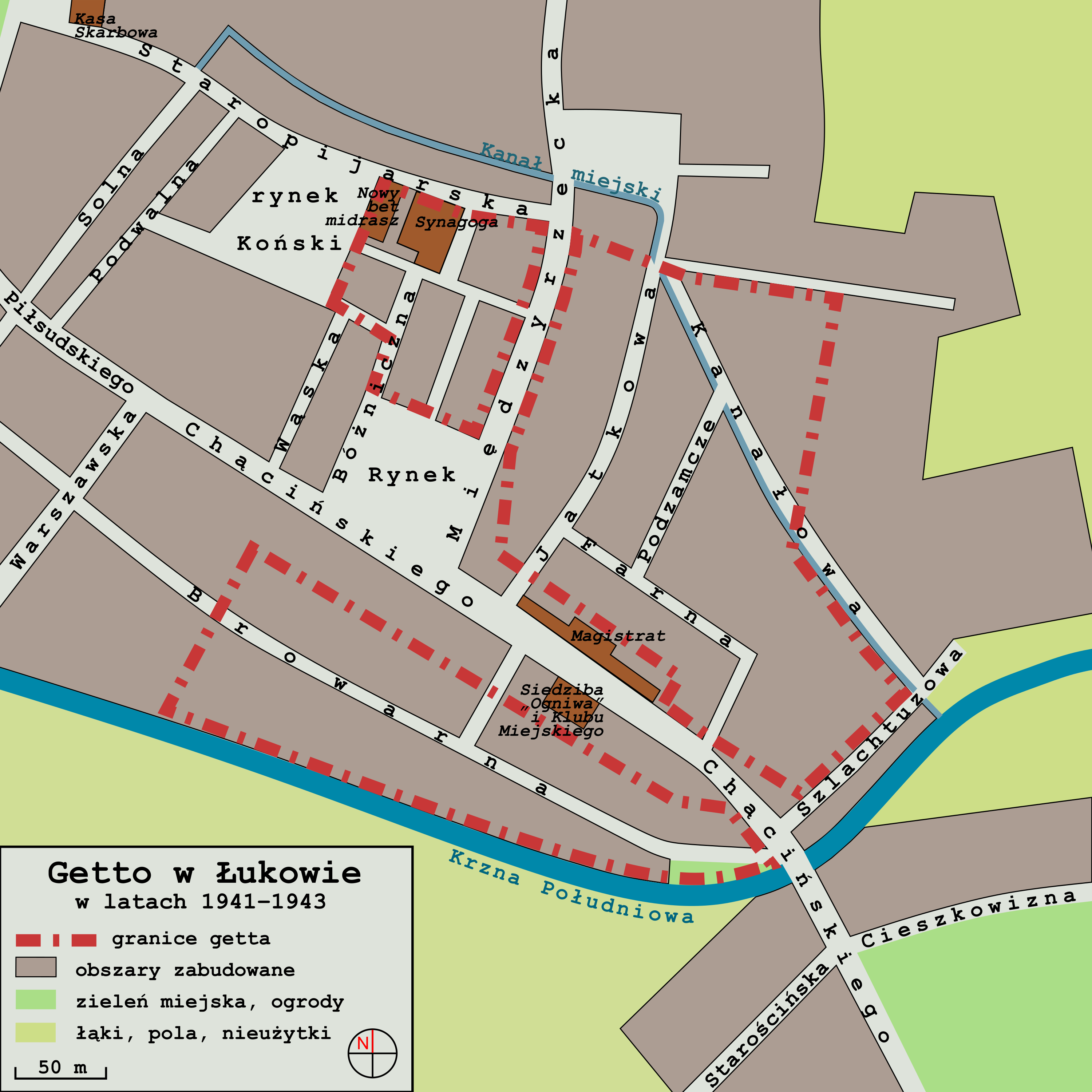
Plan przedstawiający przybliżone granice getta żydowskiego w Łukowie, utworzonego przez niemieckich okupantów, funkcjonującego w latach 1941–1943

Zaraz po zajęciu miasta przez Niemców rozstrzelano dwóch członków gminy wyznaniowej, kilka dni później 34 przypadkowych mieszkańców. Na przełomie września i października Łuków został chwilowo opanowany przez armię sowiecką, co umożliwiło ucieczkę 500 Żydom, jednak już 19 października po ponownym zdobyciu miasta Niemcy przeprowadzili kolejną egzekucję tym razem zabijając 70 Żydów. Naziści zniszczyli synagogę i wykorzystali jako stajnię, kilkaset osób zmusili do pieszej wędrówki do więzień w Siedlcach, Węgrowie i Sokołowie. Żydów zmuszano do niewolniczej pracy w specjalnych obozach, jeden z nich powstał na Łapiguzie. W maju 1941 r. powstała wydzielona dzielnica żydowska, nie było to jednak jeszcze getto. Na początku 1941 zastrzelono dwóch Żydów za to, że pracowali w czapkach, w marcu zabito 47 osób, a 30 kwietnia 49. We wsi Stok zabito kilku, ot po prostu dla zabawy. Jednego, bo śmiał być wyższy od żandarma. Łukowianie jednak nie dawali się zniewolić, pod wodzą polskiego aptekarza Teodozjusza Nowińskiego zorganizowano dwa oddziały, w skład jednego wchodziło ok. 20 osób. Pierwszy z nich rozbito już w 1940 r., taki sam los spotkał i drugi oddział, który działał jednak znacznie dłużej.

### Zagłada
W Łukowie Niemcy przed wywiezienie Żydów do obozu zagłady okradli ich z futer, oraz nakazali wspólnocie starozakonnych wypłacić im 10 kg złota pod groźbą śmierci połowy mieszkańców miasta. 28 sierpnia wyruszył pierwszy transport, ludzi było tak dużo, że Niemcy nie nadążali ich wręcz mordować. Łukowskie getto otoczono murem uniemożliwiającym ucieczkę. W 1942 r. przystąpiono do likwidacji getta. Wielu Żydów próbowało desperacko ratować życie, np. wyskakiwali z jadących pociągów do Treblinki. Ostatecznie getto zlikwidowano w maju 1943 r.

## Współcześnie
Współcześnie Żydów nie ma ani w mieście, ani w okolicznych wsiach. O ich dawnej obecności i tragicznym końcu przypomina pomnik wzniesiony po wojnie z żydowskich mogił. Znajduje się on na terenie nieczynnego kirkutu przy ul. Warszawskiej. W 1989 r. postawiono w lesie niedaleko Malcanowa głaz upamiętniający stracenia, a w roku 2012 postawiono tablicę upamiętniającą egzekucje w obrębie dawnego magistratu. W miejscu dawnej synagogi jest teraz skrzyżowanie ulic Staropijarskiej i Zdanowskiego, pozostałe domy modlitwy, oraz mykwa zostały przebudowane, pamięć o ich wcześniejszym przeznaczeniu zatarła się z biegiem lat.  W 2007 roku w Muzeum Regionalnym otwarta została wystawa poświęcona łukowskim Żydom. Pięć lat później w 70. rocznicę rozpoczęcia likwidacji miejscowego getta, odsłonięto pamiątkową tablicę.

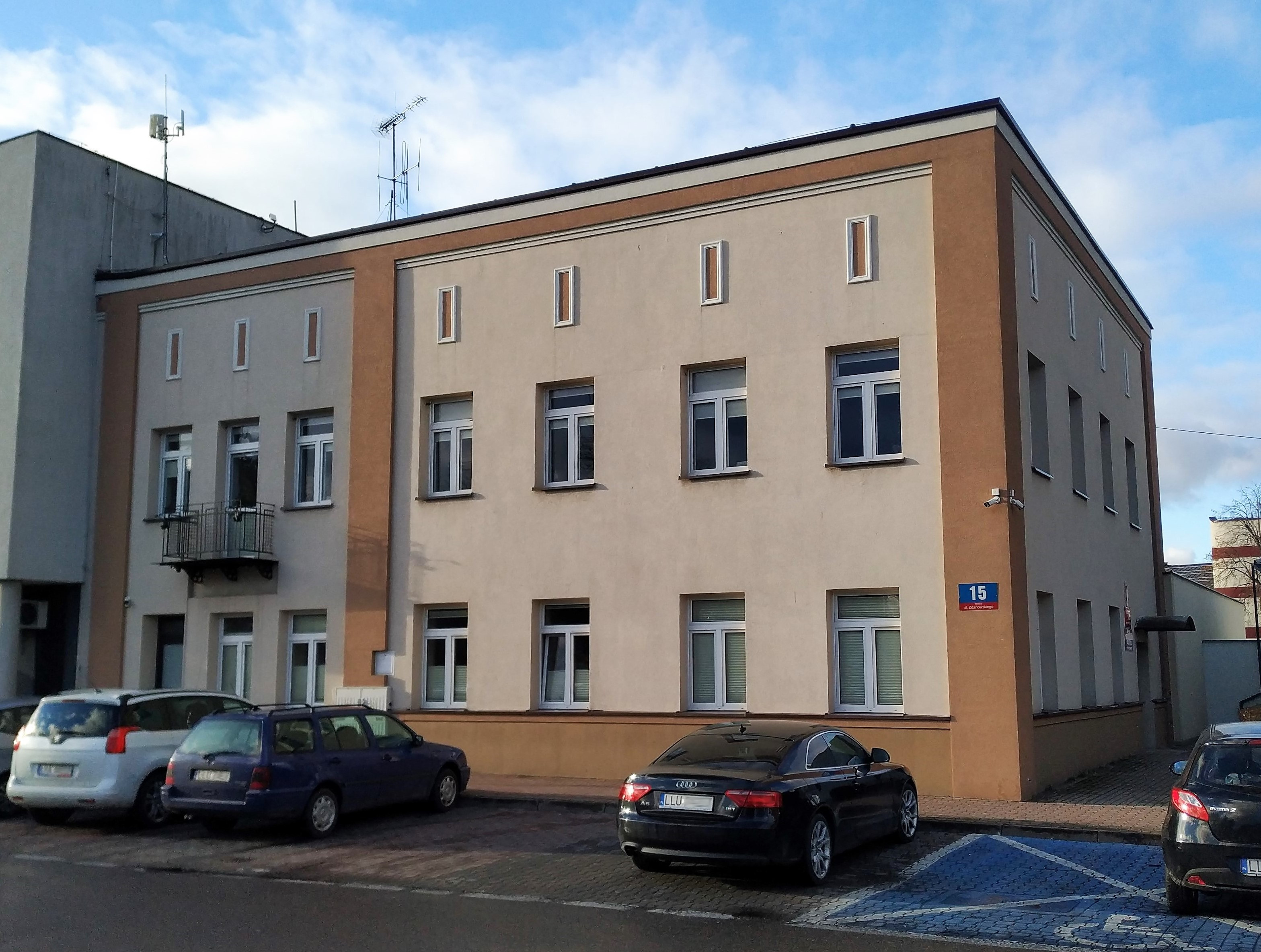
Budynek przy ul. Zdanowskiego 15 w Łukowie – dawny bet midrasz (żydowski dom modlitwy), obecnie siedziba Miejskiego Ośrodka Pomocy Społecznej
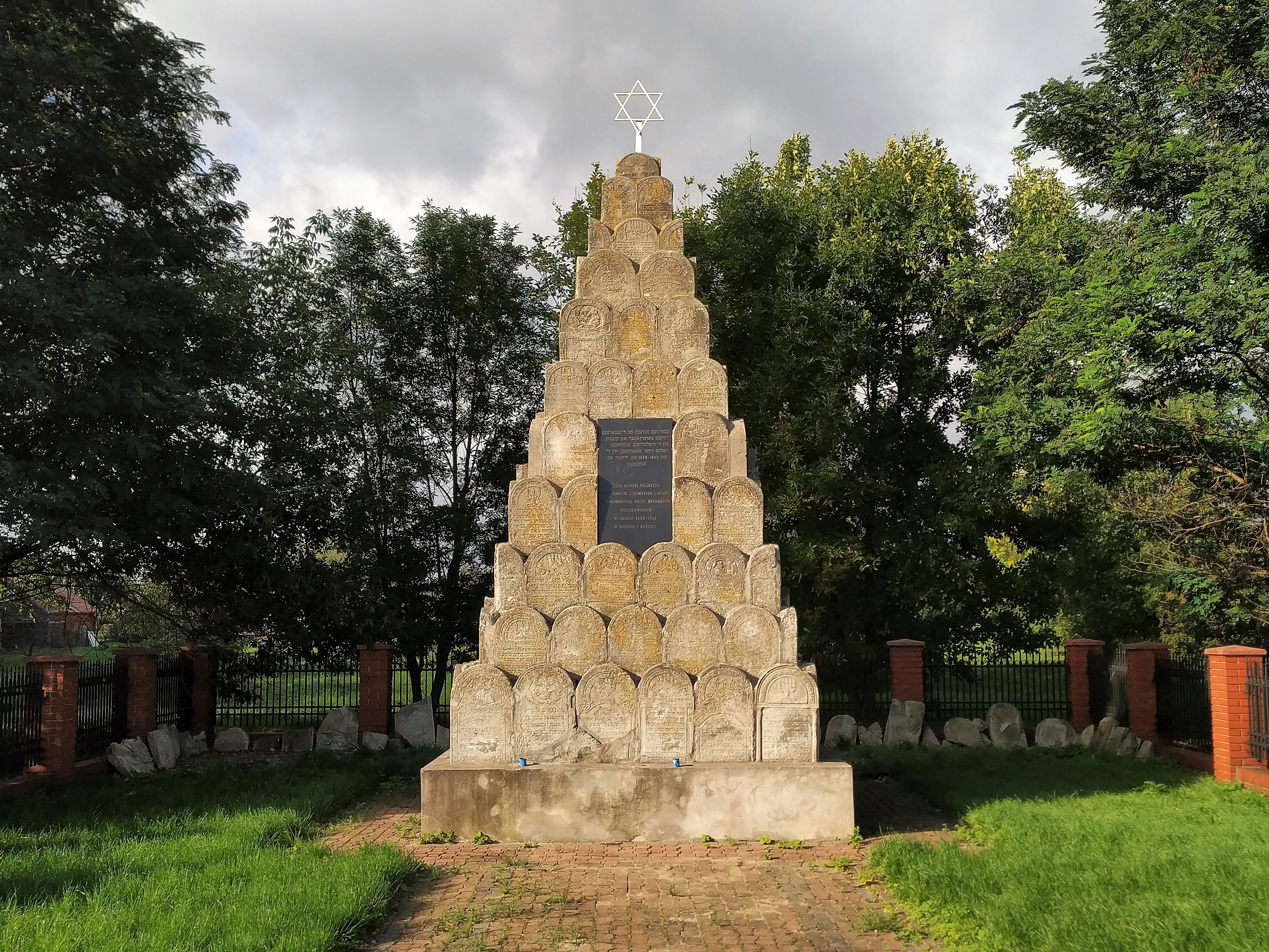
Lapidarium, złożone z zachowanych macew, zbudowane w miejscu, gdzie znajdował się nowy cmentarz żydowski przy ul. Warszawskiej w Łukowie
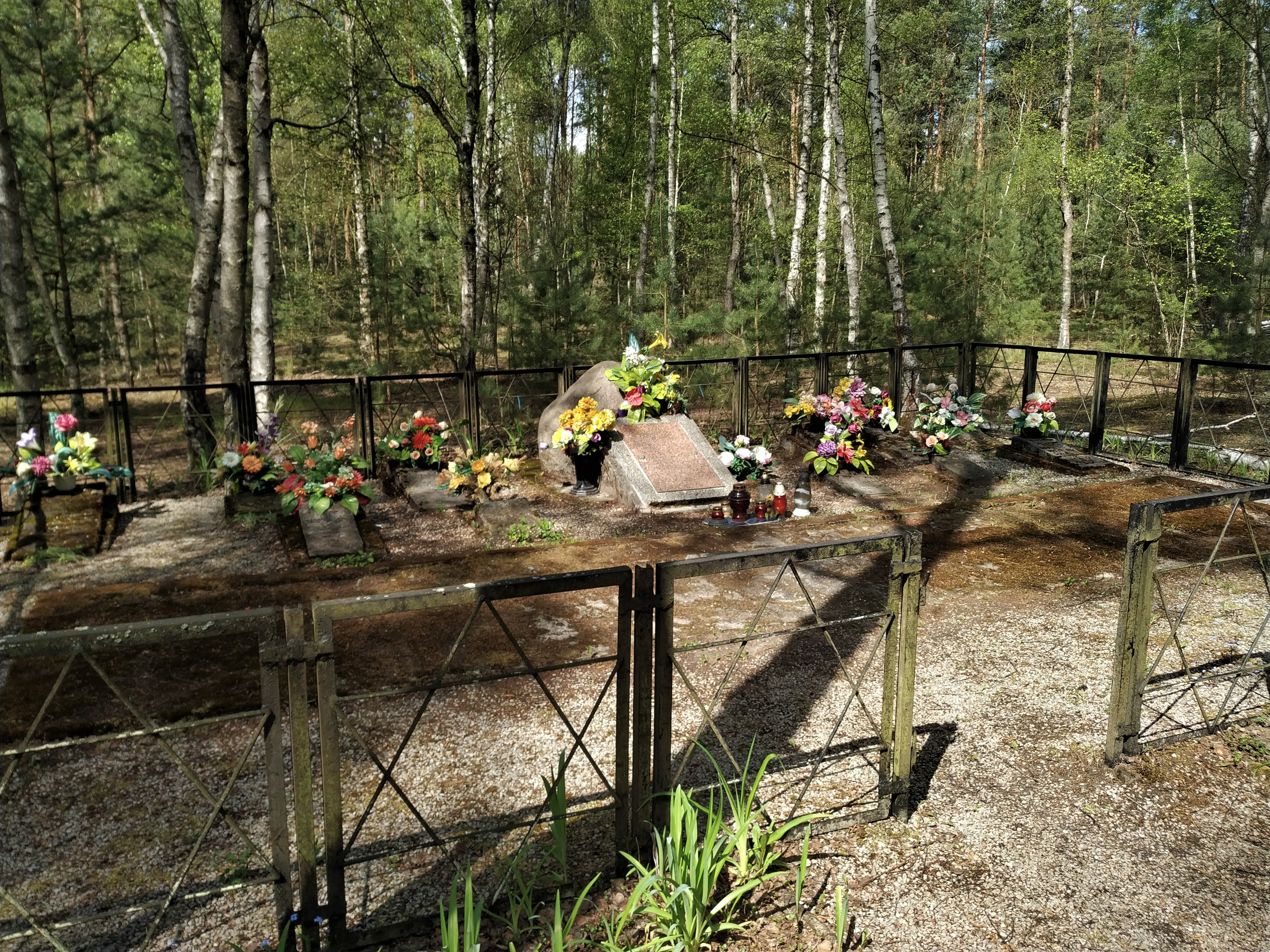
Miejsce upamiętnienia łukowskich Żydów w lesie Kierkut w Łukowie
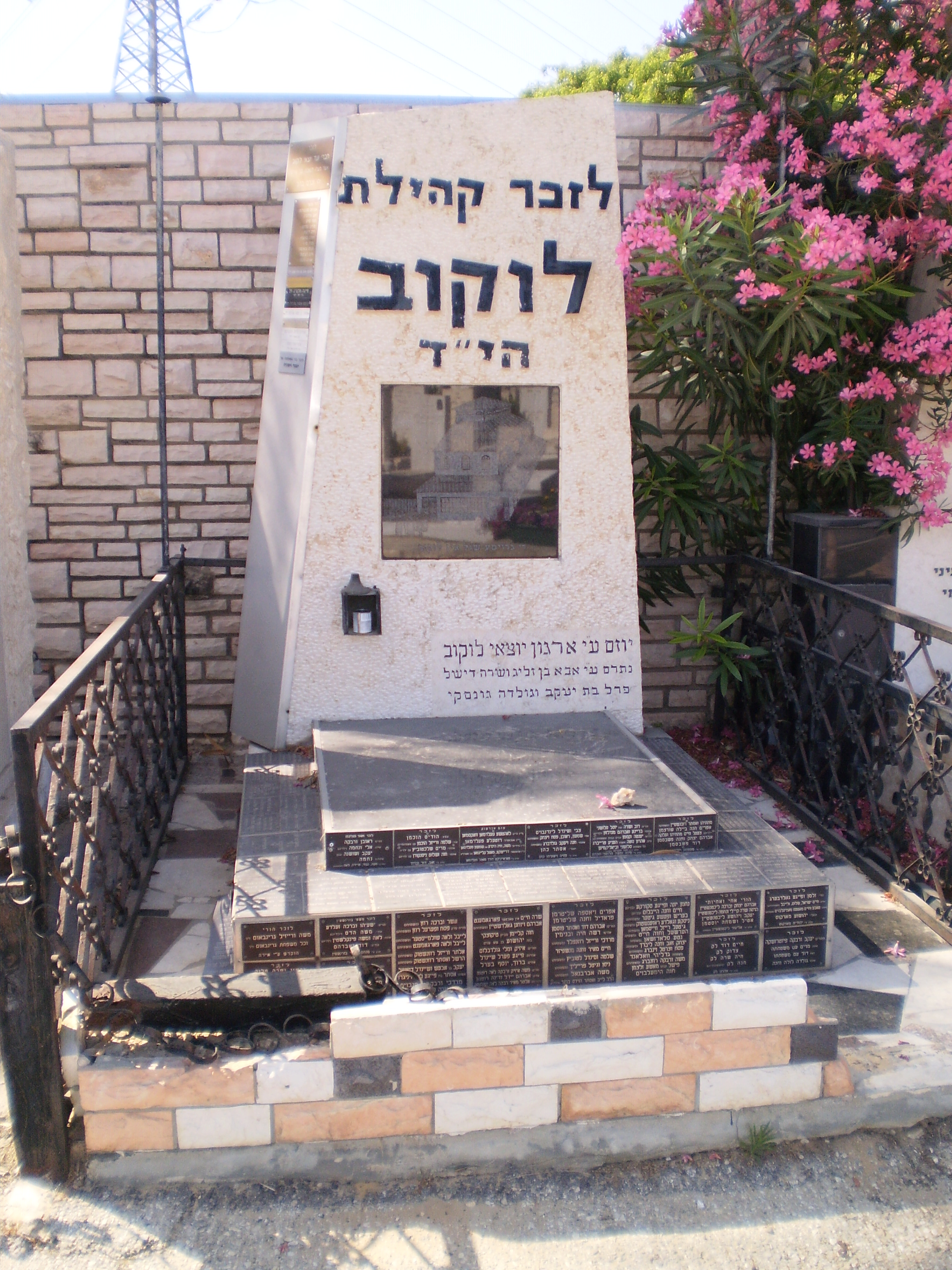
Pomnik łukowskich Żydów w Holonie w Izraelu